# G7-Gipfel in Venedig 1980

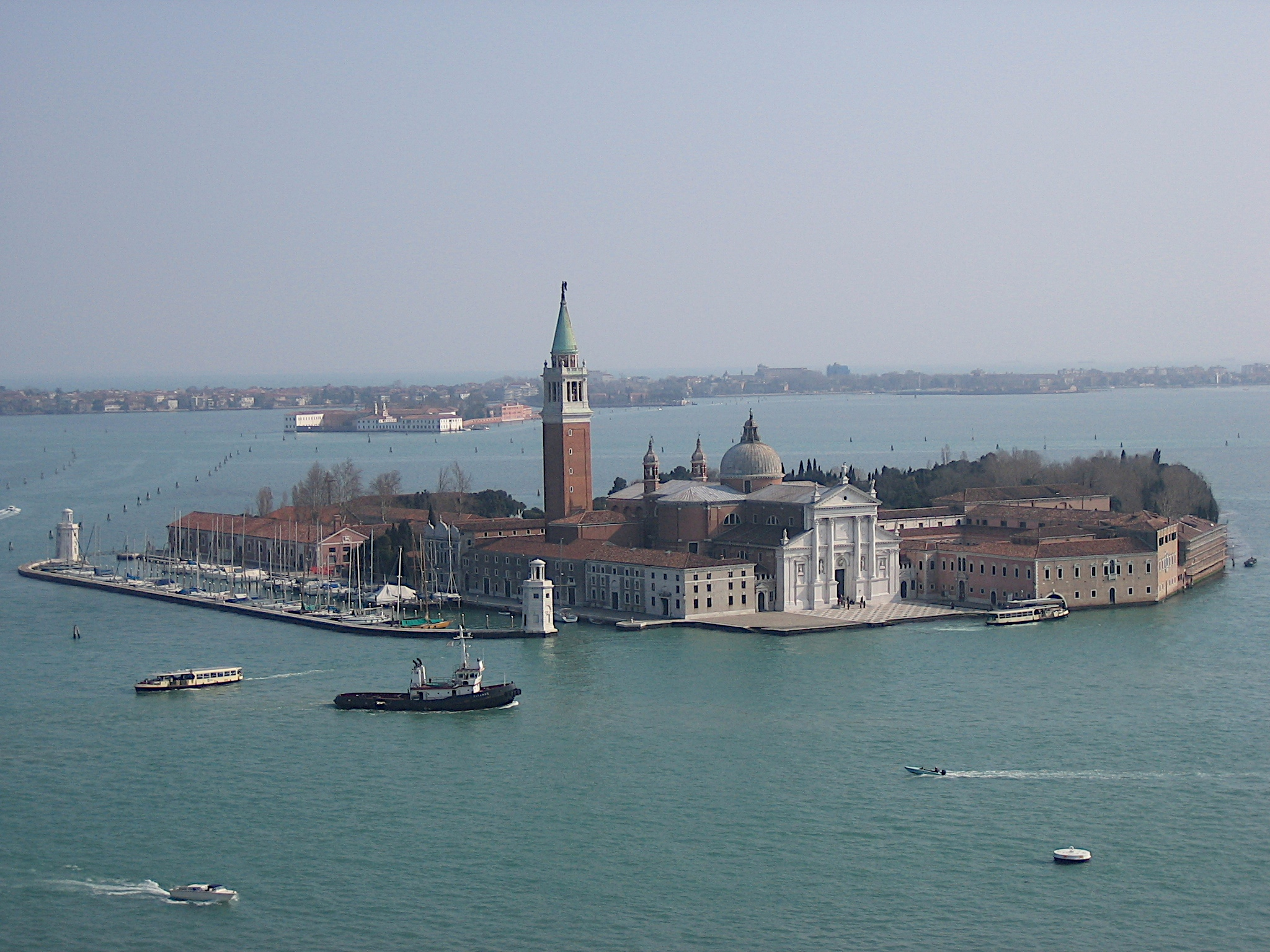
San Giorgio Maggiore

Der G7-Gipfel in Venedig 1980 fand am 22. und 23. Juni 1980 in Venedig statt. Es war das sechste G7-Treffen. Der Veranstaltungsort für die Gipfeltreffen war die Insel San Giorgio Maggiore in der venezianischen Lagune.

## Teilnehmer
- Bundesrepublik Deutschland – Helmut Schmidt
- Frankreich – Valéry Giscard d’Estaing
- Italien – Francesco Cossiga
- Japan – Saburo Okita (Außenminister, anstelle des kurz zuvor verstorbenen Premierministers Masayoshi Ohira)
- Kanada – Pierre Trudeau
- Vereinigte Staaten – Jimmy Carter
- Vereinigtes Königreich – Margaret Thatcher

Die  Europäische Gemeinschaft wurde von Roy Jenkins vertreten.